# Taeniophyllum cycloglossum
Taeniophyllum cycloglossum är en orkidéart som beskrevs av Rudolf Schlechter. Taeniophyllum cycloglossum ingår i släktet Taeniophyllum och familjen orkidéer. Inga underarter finns listade i Catalogue of Life.